# José Pelletier
José Pelletier (Artaix, 30 de agosto de 1888-Artaix, 14 de febrero de 1970) fue un ciclista francés, denominado Le Pépin de Grantout, que fue profesional entre 1913 y 1928.
La Primera Guerra Mundial supuso un importante paréntesis en su carrera deportiva, durante la cual consiguió 22 victorias, entre las cuales destaca la Volta a Cataluña de 1920.

## Palmarés
1919
- 1º de la Dijon-Lyon
- 1º de la Volta a Tarragona y vencedor de 2 etapas
- 1º del Circuito de Finisterre

1920
- 1º de la Volta a Cataluña y vencedor de 4 etapas
- 1º de la San Sebastián-Madrid y vencedor de una etapa
- 1º del G.P. Aurore de Ginebra

1921
- 1º de la Marsella-Lyon

1922
- 1º de la Marsella-Lyon

1923
- 1º de la París-Bourganeuf
- 1º de la París-Chauny
- 1º del Circuito de Forez
- Vencedor de una etapa de la Volta a Cataluña

1924
- 1º del Circuito de las Montañas de Roanne

1926
- 1º del Tour del Sudeste y vencedor de una etapa

### Resultados al Tour de Francia
- 1920. 12º de la clasificación general
- 1921. Abandona (9ª etapa)
- 1922. 15º de la clasificación general
- 1927. 20º de la clasificación general